# Либертарианская правовая доктрина
Либертариа́нская правова́я доктри́на представляет собой ряд идей, выработанных либертарианскими мыслителями, описывающих сущность и происхождение права, а также модель правового общества.
С точки зрения этой концепции, право основывается на общем благе, к которому неизбежно ведёт свобода (консеквенциалистическое либертарианство), на некоем законе природы (естественное право) или на договоре о создании права, основанного на ненападении и самопринадлежности, который может быть как формально заключённым, так и автоматически распространяющимся на всех следующих его положениям индивидов, и нарушение которого влечёт «выпадение из правового поля» (контрактное право). Также к правовой доктрине либертарианства может быть отнесена либертарно-юридическая теория права и государства, которая также отделяет право и государственный закон, но не объясняет возникновение права.
Часть либертарианцев (анархо-капиталисты) поддерживает идею полного упразднения государства как оседлого бандита и передачи правоохранительных функций частным охранным и судебным организациям, контрактным (то есть тем, членство в которых основано на договорных отношениях) экстерриториальным и территориальным юрисдикциям. Другие же признают свободное общество без государства утопией и считают налогообложение для содержания «государства — ночного сторожа», которое занималось бы исключительно защитой собственности от преступных посягательств и осуществлением правосудия, «необходимым злом».